# Ophioglossidae
De Ophioglossidae vormen volgens het PPG I-systeem voor de classificatie van Polypodiopsida (varens) door de Pteridophyte Phylogeny Group (PPG) een onderklasse van de Polypodiopsida. De onderklasse omvat twee ordes met in het totaal ongeveer 130 soorten. 
De orde Psilotales omvat slechts een familie: de Psilotaceae met twee geslachten en 17 soorten 
De orde Ophioglossales heeft ook slechts een familie: de Ophioglossaceae (addertongfamilie) met 10 geslachten en 112 soorten.
Opmerking: alternatieve, soms al wat oudere namen voor varens of varens en varenachtigen zijn: (klasse) Filicinae, stam Filicinophyta, (stam) Monilophyta, Moniloformopses, (klasse) Pteropsida, (stam) Pterophyta, (stam) Pteridophyta, namen die vaak op elkaar lijken, maar met uitgangen die wijzen op verschillen in taxonomische rang.